# Personale della Total Nonstop Action Wrestling
Il personale della Total Nonstop Action Wrestling include atleti e altre personalità, quali staff dirigneziale e del dietro le quinte, quali produttori, arbitri e team di commento, che lavorano per la promotion Total Nonstop Action Wrestling.
La TNA ha stretto nel 2024 rapporti di collaborazione con altre federazioni di wrestling quali il roster di NXT della WWE e la federazione della Lucha Libre AAA Worldwide in Messico.

## Parco atleti

### Uomini

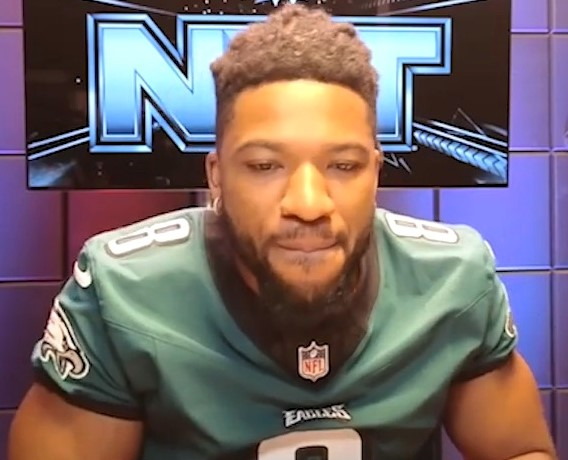
Trick Williams, TNA World Champion

Steve Maclin, TNA International Champion

The Hardys, TNA World Tag Team Champions

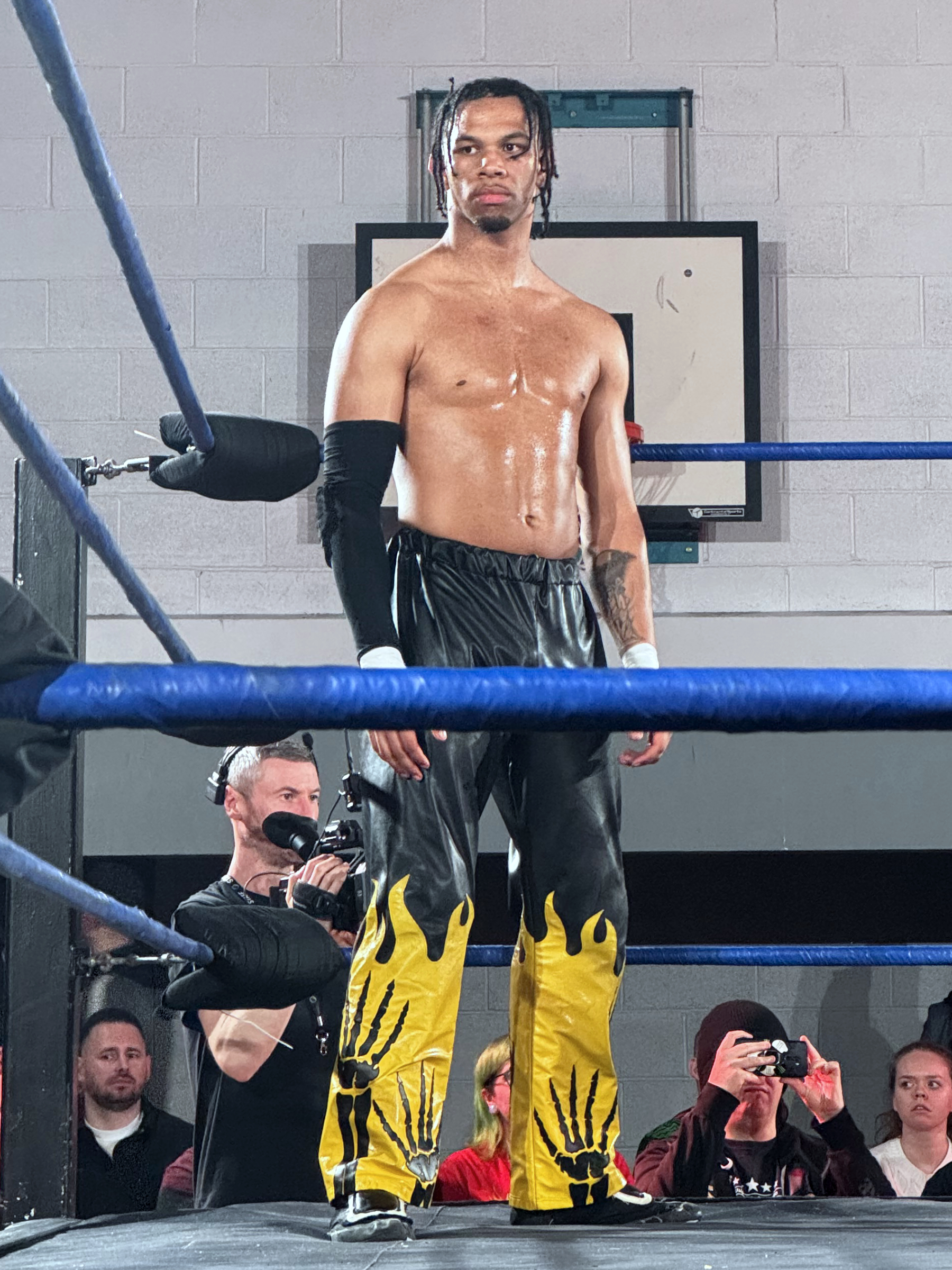
Leon Slater, TNA X Division Champion

| Ring name        | Nome reale        | Note                        |
| ---------------- | ----------------- | --------------------------- |
| AJ Francis       | AJ Francis        |                             |
| Brian Myers      | Brian Myers       |                             |
| Cedric Alexander | Cederick Johnson  |                             |
| Chris Bey        | Christopher Bey   |                             |
| Cody Deaner      | Christopher Gray  |                             |
| Eddie Edwards    | Eric Maher        |                             |
| Elijah           | Jeffrey Sciullo   |                             |
| Eric Young       | Jeremy Fritz      |                             |
| Frankie Kazarian | Frank Gerdleman   |                             |
| Jake Something   | Jake Doyle        |                             |
| Jason Hotch      | Jason Hotch       |                             |
| JDC              | Curtis Hussey     |                             |
| Jeff Hardy       | Jeff Hardy        | TNA World Tag Team Champion |
| Joe Hendry       | Joe Hendry        |                             |
| John Skyler      | John Brumbaugh    |                             |
| Judas Icarus     | Christian Kingdon |                             |
| KC Navarro       | Christian Navarro |                             |
| Laredo Kid       | Sconosciuto       |                             |
| Leon Slater      | Leon Slater       | TNA X Division Champion     |
| Mance Warner     |                   |                             |
| Matt Cardona     | Matt Cardona      |                             |
| Matt Hardy       | Matt Hardy        | TNA World Tag Team Champion |
| Mike Santana     | Michael Sanchez   |                             |
| Moose            | Quinn Ojinnaka    |                             |
| Myron Reed       | Myron Reed        |                             |
| Mustafa Ali      | Adeel Alam        |                             |
| Nic Nemeth       | Nic Nemeth        |                             |
| Octagon Jr.      |                   |                             |
| Rich Swann       | Rich Swann        |                             |
| Ryan Nemeth      | Ryan Nemeth       |                             |
| Sami Callihan    | Sam Johnston      |                             |
| Steve Maclin     | Stephen Kupryk    | TNA International Champion  |
| Tommy Dreamer    | Tom Laughlin      |                             |
| Travis Williams  |                   |                             |
| Trey Miguel      | Trey McBrayer     |                             |
| Trick Williams   | Matrick Belton    | TNA World Champion          |
| Zachary Wentz    | Zachary Green     |                             |

### Donne

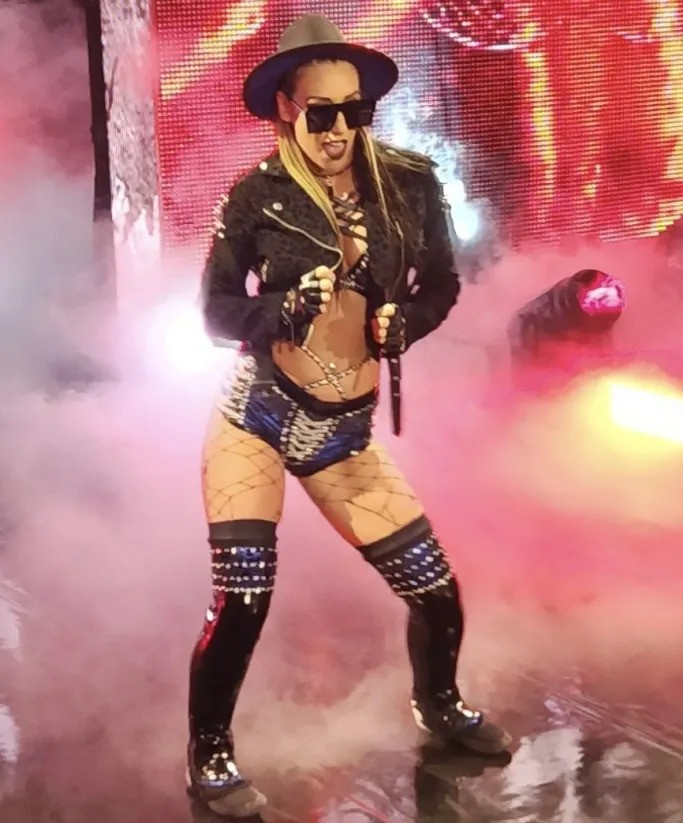
Jacy Jayne, Knockouts World Champion

| Ring name           | Nome reale           | Note                                  |
| ------------------- | -------------------- | ------------------------------------- |
| Alisha Edwards      | Alisha Maher         |                                       |
| Ash By Elegance     | Ashley Sebera        | TNA Knockouts World Tag Team Champion |
| Cassie Lee          | Cassie McIntosh      |                                       |
| Dani Luna           | Chloe Smyth          |                                       |
| Harley Hudson       |                      |                                       |
| Heather By Elegance | Jamie Chambers       | TNA Knockouts World Tag Team Champion |
| Indi Hartwell       | Samantha De Martin   |                                       |
| Jacy Jayne          | Taylor Grado         | TNA Knockouts World Champion          |
| Jada Stone          | Jada Stone           |                                       |
| Jessie McKay        | Jessica McKay        |                                       |
| Jody Threat         | Jody Giyvicsan       |                                       |
| Killer Kelly        | Raquel Lourenço      |                                       |
| KiLynn King         |                      |                                       |
| Lei Ying Lee        | Zhao Xia             |                                       |
| Maggie Lee          |                      |                                       |
| Mara Sadé           | Jamara Garrett       |                                       |
| Masha Slamovich     | Ann Khozine          |                                       |
| Mila Moore          | Kellie Morga         |                                       |
| Myla Grace          | Shannon Mateer       |                                       |
| Rosemary            | Holly Letkeman       |                                       |
| Steph De Lander     | Stephanie De Landre  |                                       |
| Tasha Steelz        | Latasha Harris       |                                       |
| Tessa Blanchard     | Tessa Blanchard      |                                       |
| Victoria Crawford   | Victoria Crawford    |                                       |
| Xia Brookside       | Xia Louise Henderson |                                       |

### Altro personale on-screen
| Ring name              | Nome reale      | Ruolo                      |
| ---------------------- | --------------- | -------------------------- |
| The Personal Concierge | George Menenzes | Manager di Ash By Elegance |
| Santino Marella        | Anthony Carelli | Director of Authority      |

## Arbitri
| Nome              |
| ----------------- |
| Alice Lane        |
| Daniel Spencer    |
| Frank Gastineau   |
| Paige Prinzivalli |

## Annunciatori
| Ring name         | Nome reale        | Ruolo           |
| ----------------- | ----------------- | --------------- |
| Gia Miller        | Georgia Milton    | Intervistatrice |
| Matthew Rehwoldt  | Matthew Rehwoldt  | Telecronista    |
| McKenzie Mitchell | McKenzie Mitchell | Intervistatrice |
| Tom Hannifan      | Tom Hannifan      | Telecronista    |

## Produttori
| Ring name     | Nome reale      | Note                    |
| ------------- | --------------- | ----------------------- |
| Ace Steel     | Chris Guy       |                         |
| Ingrid Isley  | Ingrid Isley    |                         |
| D'Lo Brown    | Accie Connor    |                         |
| Jazz          | Carlene Bagnaud |                         |
| John E. Bravo | John Mellnick   |                         |
| Jorge Barbosa | Jorge Barbosa   | Capo produttore         |
| Mark Brown    | Mark Brown      | Direttore di produzione |
| Lance Storm   | Lance Evers     |                         |
| Tommy Dreamer | Tom Laughlin    |                         |

## Dirigenza
| Nome                      | Note                                              |
| ------------------------- | ------------------------------------------------- |
| Andrea Paganelli          | Vicepresidente del marketing                      |
| Carlos Silva              | Presidente                                        |
| Ariel Shnerer             | Direttore creativo                                |
| David Clevinger           | Vicepresidente del digitale                       |
| Delirous (Hunter Johnson) | Capo del team creativo                            |
| George Veras              | Produttore esecutivo                              |
| Leonard Asper             | Presidente e CEO di Anthem Sports & Entertainment |
| Nicole Rachine            | Vicepresidente per le vendite                     |